# ニガナ属
ニガナ属（苦菜属、学名：Ixeris）とはキク科に所属する属の1つ。
頭花は白または黄色、紫色、舌状花のみからなる。総苞は円筒形、基部がやや膨らむ。痩果は少し扁平で先端は細い嘴状に伸び、その先に冠毛がつく。
日本、中国、東南アジアからインドにかけて20種がある。日本には10種ばかりがあるが、変異が大きくて分類が難しい面もある。

## ニガナ属の植物
- ニガナ Ixeris dentata
  - タカネニガナ、クモマニガナ、ハナニガナ
- ノニガナ Ixeris polycephala
- ホソバニガナ Ixeris makinoana
- タカサゴソウ Ixeris chinensis subsp. strigosa
- カワラニガナ Ixeris tamagawaensis
- オオジシバリ Ixeris debilis
- イワニガナ（ジシバリ） Ixeris stolonifera
- ハマニガナ Ixeris repens